# Open Database License
De Open Database License, ook wel als ODbL afgekort, is een licentie waarmee het gebruik van gegevensbanken geregeld worden. De bedoeling is de inhoud van een gegevensbank vrij toegankelijk te maken. De ODbL gaat niet over de inhoud van de gegevensbank, maar over de gegevensbank zelf.

## Geschiedenis
OpenStreetMap is een online gemeenschap die tot doel heeft een wereldwijde landkaart te maken. Tot en met 2009 werd daarvoor de Creative Commons CC BY-SA Licentie gebruikt. Maar leidde tot enkele problemen.
- De CC BY-SA licentie was nooit ontworpen voor gegevensbanken. Hierdoor werden gegevensbanken niet voldoende beschermd.
- De CC BY-SA licentie vereist dat auteurs genoemd worden bij overname. Omdat bij een stukje kaart honderden auteurs betrokken kunnen zijn, leidt dat tot een onwerkbare situatie.
- OpenStreetMap data hergebruiken leidde in bepaalde gevallen tot problemen of onduidelijkheden met betrekking tot de licentie.

Om die redenen was begonnen om een nieuwe licentie samen te stellen. In 2007 werd besloten dat die licentie niet alleen voor OpenStreetMap geschikt zou zijn, maar ook voor andere projecten gebruikt kon worden. Er werd toen gekozen om de licenties te gaan gebruiken die Open Data Commons aan het ontwikkelen was. In januari 2009 werd Open Data Commons overgedragen aan de Open Knowledge Foundation. Op 29 juni 2009 werd versie 1.0 van de ODbL Licentie vrijgegeven. De tekst is door Jordan Hatcher en Charlotte Waelde geschreven.

## Licentie
De licentie voldoet aan de eisen van de Open Knowledge Definition (Open Kennis Definitie) en vereist naamsvermelding en gelijk delen bij hergebruik van de data. Het is een licentie met betrekking tot auteursrechten, naburige rechten en gegevensbankenrecht. Maar het kan ook gezien worden als een contract. De licentie geeft toestemming om een deel of de hele gegevensbank te gebruiken. Er mag op basis van de gegevensbank een nieuwe gegevensbank gemaakt worden. Ook mag de gegevensbank samen met andere gegevensbanken gebruikt worden. Als voorwaarden daarvoor moet gemeld wordt dat de betreffende data onder deze licentie valt. Tevens moet de afgeleide gegevensbank onder dezelfde of een soortgelijke licentie vallen. De ontvangers van de data moet verplicht toegang gegeven worden tot de gehele gegevensbank. Er mag dus geen data toegevoegd worden die in strijd is met de ODbL. Wel mag de data samen gebruikt worden met data afkomstig van gegevensbanken die onder een andere licentie vallen.
De licentie is zo opgebouwd dat het wereldwijd te gebruiken is. Zo kent men in de Europese Unie het gegevensbankenrecht. In de Verenigde Staten is een gegevensbank alleen door middel van een contract te beschermen. In de ODbL worden beide manieren gecombineerd.
De licentie bestrijkt niet de software waarmee de gegevensbank operationeel gemaakt wordt. Ook zegt het niets over patenten of merken op of behorend bij de gegevensbank. De inhoud van de gegevensbank kan een eigen (andere) licentie hebben, of op andere manieren beschermd zijn.